# Madeline Island

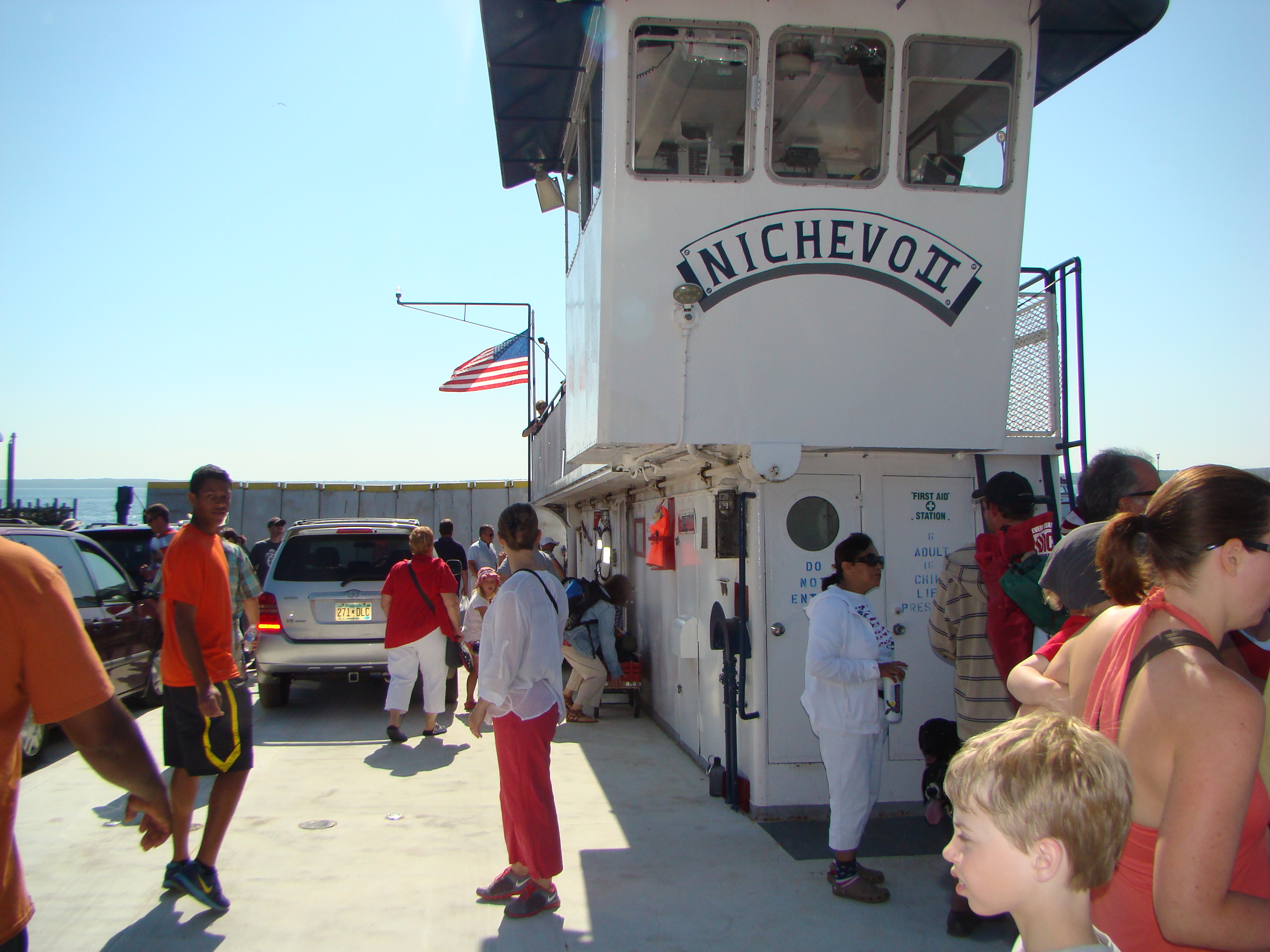
Färjan till Madeline Island.

Madeline Island är en ö i Lake Superior, cirka 3 km nordost om staden Bayfield i Ashland County i delstaten Wisconsin. Det är den största ön i ögruppen Apostle Islands. Ön har en lång historia som boplats för ojibwastammen som fortfarande har ett av sina reservatsområden där. Franska kolonisatörer anlade 1693 en handelsplats på ön som de kallade La Pointe och ett samhälle med samma namn växte så småningom upp kring den. Öns enda någorlunda regelbundna kommunikation med fastlandet är en färja som går till Bayfield när väder och isförhållanden medger det. Ön är födelseplats för William Whipple Warren.